# 渋川満直
渋川 満直（しぶかわ みつなお）は、室町時代前期から中期にかけての武将・九州探題。

## 略歴
明徳元年（1390年）、渋川満頼の弟・渋川満行の子として誕生。父同様、3代将軍・足利義満より偏諱を受けて満直と名乗る。
正長元年（1428年）、従兄（満頼の子）の渋川義俊に代わって探題職に就いた。肥前国守護を兼任。肥前養父郡綾部の肥前守護館に入った。
満直の嗣立には大内氏が援助しており、足利義教も弱体化した探題に代わって大内氏をもって九州の守護層を制御するとともに、博多を支配下に置いて対外貿易を有利に展開させたいという思惑があったとされる。この頃、幕府に反抗する少弐氏との抗争が激化し、大内氏の後援を受けこれに対抗した。しかし永享3年（1431年）に大内盛見が少弐満貞軍に敗れて戦死すると、少弐氏との戦いは苦戦を強いられることとなった。
『歴代鎮西志』や『北肥戦誌』によると、永享6年（1434年）1月、肥前神崎（神埼）で少弐満貞の弟である横岳頼房と戦い敗死した。享年45。